# Regalismo en España

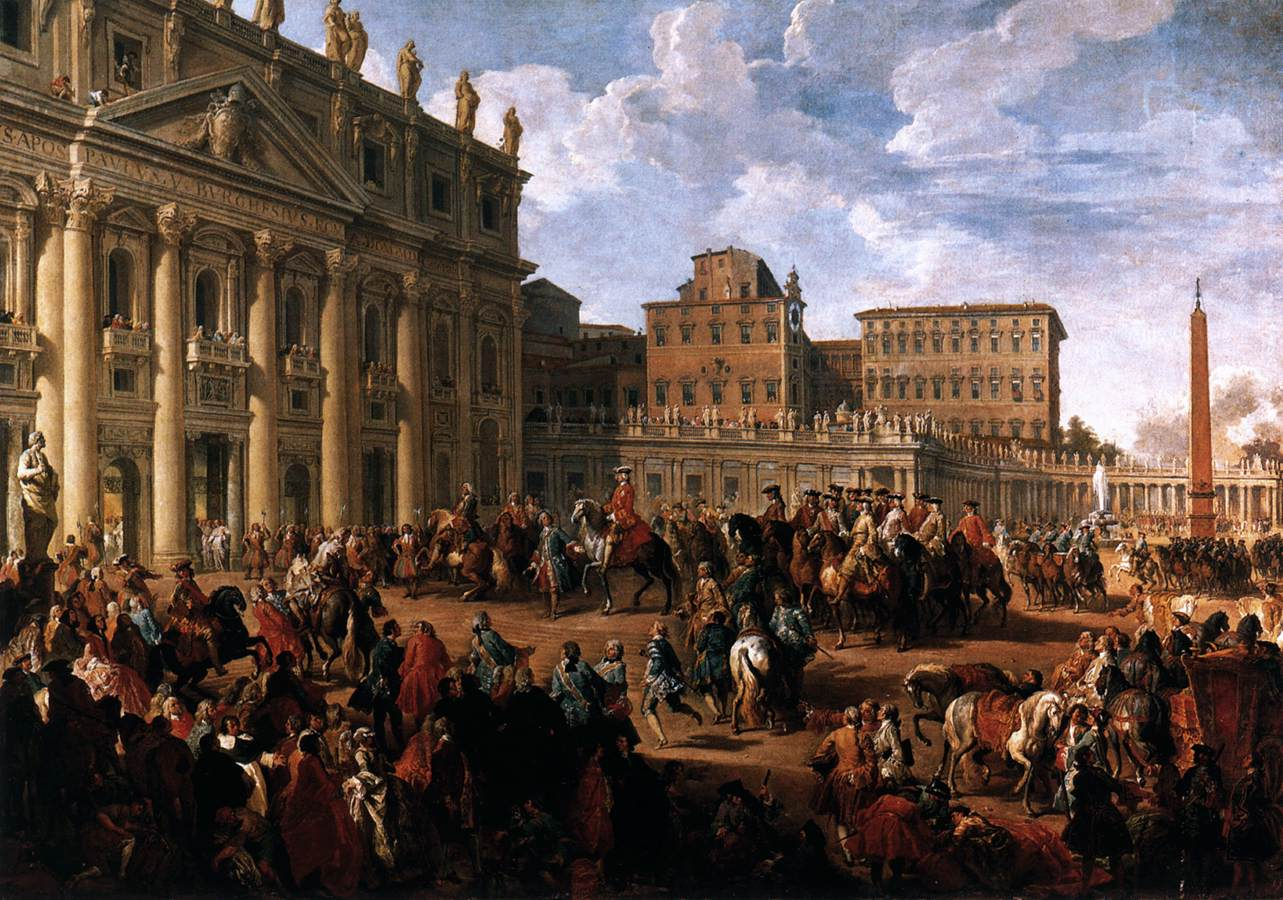
Visita de Carlos III a la basílica de San Pedro en Roma cuando era rey de Nápoles.

El regalismo en España es el relato de las características específicas del regalismo en la Monarquía de España y de las políticas aplicadas por sus soberanos —los Reyes Católicos, los Austrias y los Borbones del siglo XVIII— para asegurar la superioridad del poder real respecto del papa de Roma en lo referente a los asuntos de la Iglesia católica de los dominios de su Monarquía.

## El regalismo de los Reyes Católicos y de los Austrias

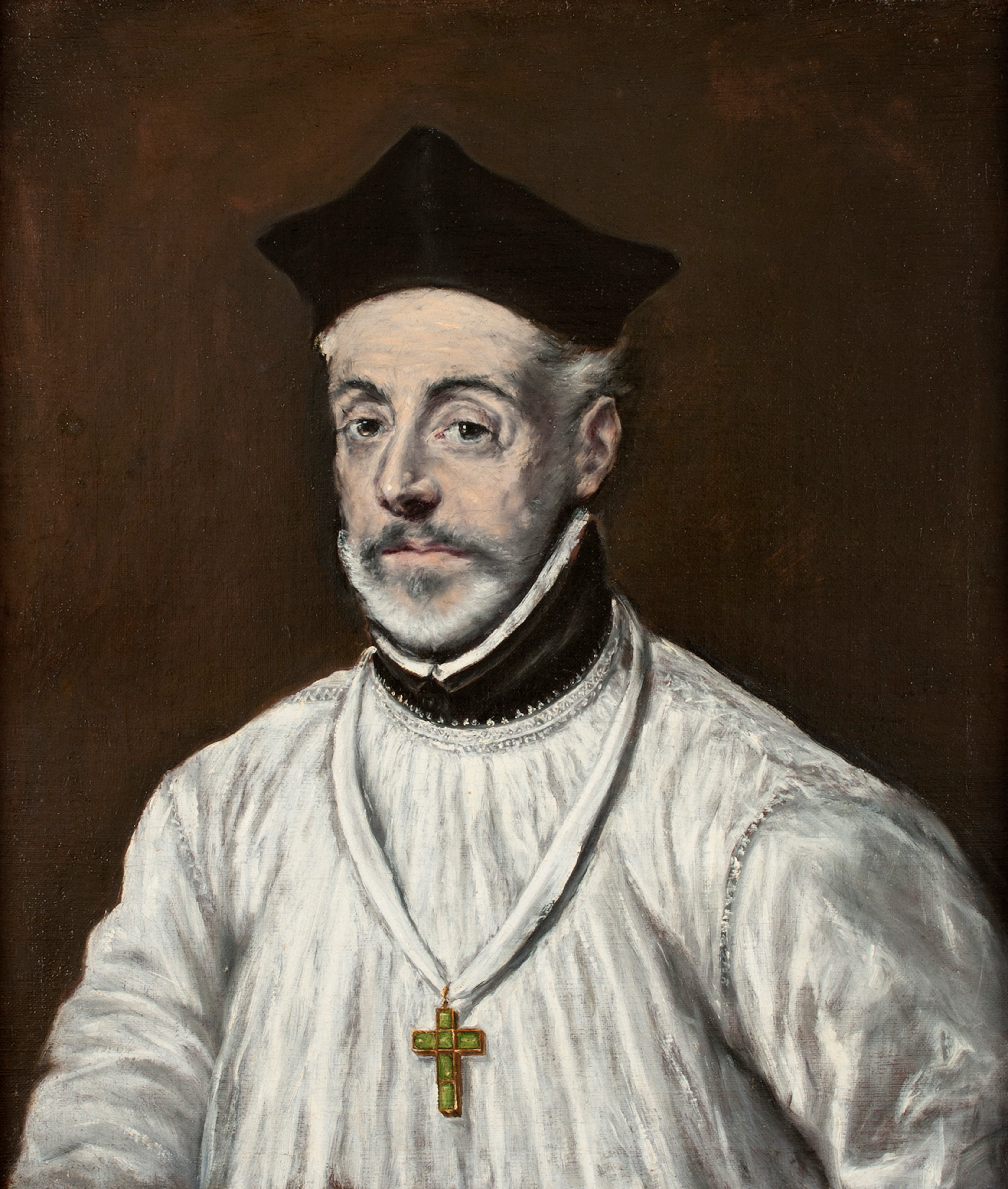
Diego de Covarrubias, uno de los primeros regalistas españoles, retratado por El Greco.

Los Reyes Católicos se propusieron aumentar el control de la Corona sobre la Iglesia para proceder a la reforma del clero, y para ello necesitaban que los obispos fueran personas honestas, austeras y formadas en las Universidades. Por ello, los reyes intentaron imponer a sus candidatos a las sedes vacantes, lo que les enfrentó al papa, que era quien los nombraba. No obstante consiguieron el llamado derecho de presentación, el privilegio según el cual los reyes presentaban al papa una serie de candidatos para que nombrase, entre ellos, al obispo. E incluso les fue concedido para algunos casos —Reino de Granada, Islas Canarias, Las Indias— el Patronato Regio, es decir, el derecho de poder nombrar directamente a los obispos de las sedes de esos tres territorios. Sin embargo, la Iglesia de la Monarquía Hispánica no alcanzó el grado de independencia del papa de Roma que la Monarquía de Francia, tal como quedó establecida en la Pragmática Sanción de Bourges de 1438 y que daría nacimiento a lo que se llamó galicanismo. "Para los galicanos, cualquier decisión de Roma, curial o papal, administrativa o doctrinal, no adquiría validez ni entrañaba aceptación obligatoria de obediencia, mientras no fuera aprobada por la iglesia francesa".
Las dos prerrogativas del derecho de presentación y el patronato regio sobre Granada, Canarias y el Imperio de América, se mantuvieron durante los dos siglos de la  Monarquía de los Austrias. Y durante ese tiempo varios juristas y teólogos desarrollaron una teoría regalista que sustentara la potestad de la Corona sobre la Iglesia de sus dominios, aunque sin llegar al nivel del galicanismo. En el siglo XVI destacaron Juan López de Palacios Rubios, Diego de Covarrubias, Diego Álava Esquivel y Melchor Cano, y en el siglo XVII Francisco Ramos del Manzano, Francisco Salgado de Somoza, y Pedro Frasso, defensor del patronato regio en la Real Audiencia de Charcas y autor de un extenso tratado sobre la materia, De Regio Patronato ac aliis nonullis Regalius Regibus Catholicis, in Indiarum Occidentalium Imperio pertinentibus (1679), en defensa del patronato regio en la América española.
Un precedente importante de las reclamaciones regalistas del XVIII frente a la Santa Sede se encuentra en el Memorial que, en 1633, presentaron en Roma en nombre de Felipe IV el obispo de Córdoba Pedro Pimentel y el consejero de Castilla Juan de Chumacero, en el que reclamaban contra los abusos de la intervención del papa en el interior de la Monarquía Católica.

## El regalismo delsigloXVIII
Según Antonio Mestre y Pablo Pérez García, "resulta evidente la fuerza del regalismo español a lo largo del siglo XVIII. La corriente hispana, que venía desde los Reyes Católicos y los Austrias, con representantes intelectuales de gran importancia, se vio incrementada con la afluencia de nuevas ideas y planteamientos procedentes de Europa. El influjo galicano resulta evidente. Desde Bossuet a Febronio o Pereira, pasando por Van Espen, fue ésta una corriente impetuosa que, acompañada de un episcopalismo regalista, influyó poderosamente en la evolución del pensamiento y de la práctica política española".

### Felipe V y los "concordatos" de 1717 y 1737

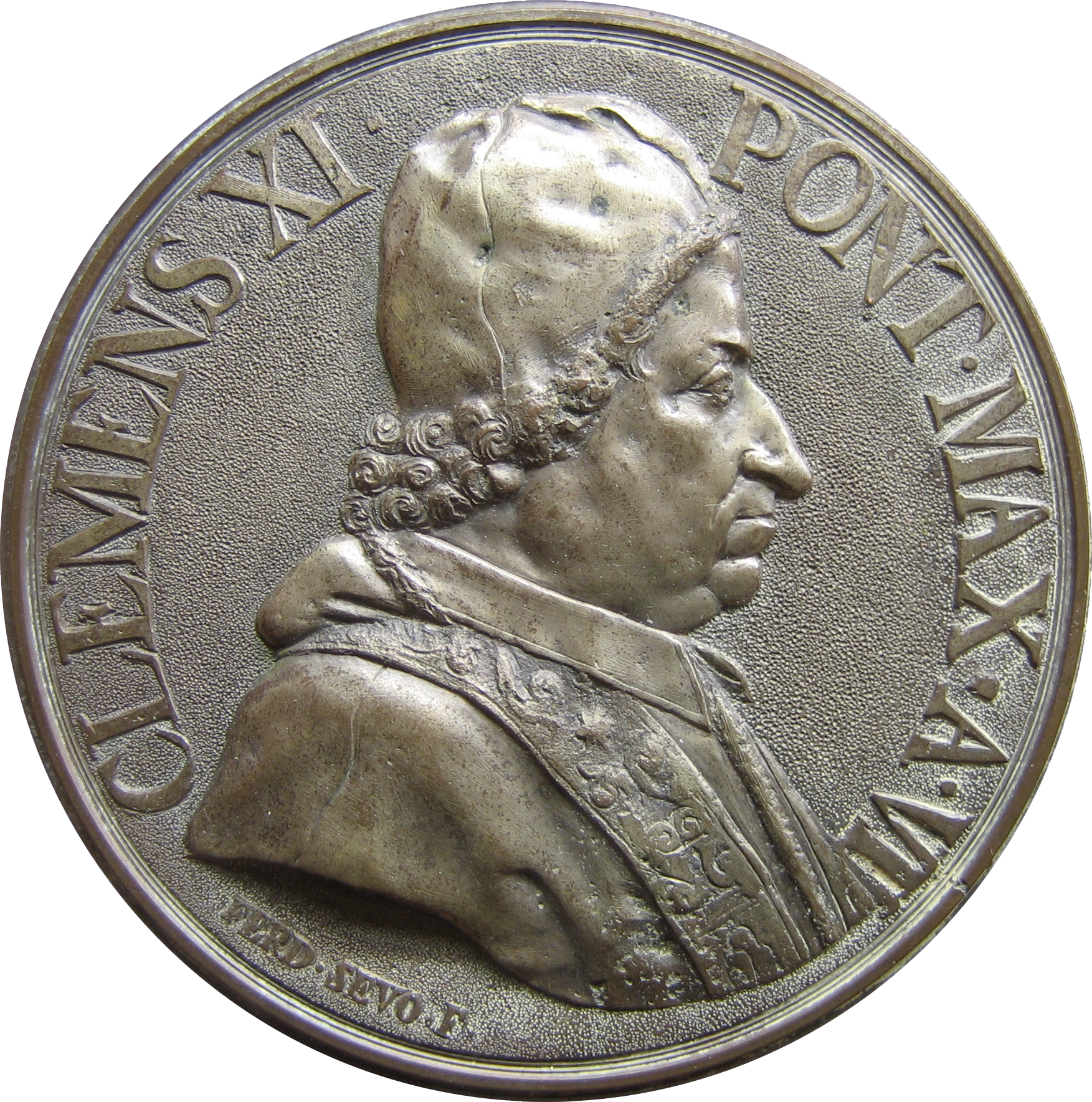
Clemente XI en una moneda.

El primer conflicto con la Santa Sede del reinado de Felipe V se produjo en plena Guerra de Sucesión Española cuando el papa Clemente XI el 15 de enero de 1709 reconoció como rey al otro pretendiente a la Corona el Archiduque Carlos, presionado por el ejército imperial que había sitiado Roma tras derrotar al ejército borbónico francés en el norte de Italia. La respuesta de Felipe V fue expulsar de la corte de Madrid al nuncio papal Antonio Félix Zondadari el 10 de marzo. Poco después, el 22 de abril de 1709, Felipe V promulgaba un decreto por el que se reconocía la independencia de hecho de los obispos españoles respecto a Roma al establecer que en el procedimiento de las causas eclesiásticas se volviera al uso «que tenía antes que hubiese en estos reinos nuncio permanente». Así, los obispos tendrían que ejercitar su jurisdicción sobre «lo que cabe en su potestad», tanto en materia de dispensas como de justicia, de los que antes de la ruptura se ocupaba la curia romana.
La ruptura con el papa y el decreto posterior provocaron las protestas de la jerarquía católica española más antirregalista. El cardenal Portocarrero, Alonso de Monroy, arzobispo de Santiago, y el cardenal Belluga, obispo de Murcia, enviaron sendos escritos al rey, el último de ellos en forma de un contundente Memorial Antirregalista, que no vería la luz pública en Roma hasta la década de 1740. En todos ellos aparecen las ideas propias de la corriente antirregalista: "un antiepiscopalismo radical, pues, a su juicio, las reivindicaciones episcopales constituyen un peligro para la Iglesia; predominio del centralismo romano y exaltación del poder pontificio; temor al regalismo que consideran un peligro de cisma; inmunidad de los privilegios eclesiásticos, apoyados por Roma, y que consideran básicos para la conservación del catolicismo en España y rechazo de cualquier atisbo de secularización que pudiera expresar la autonomía del poder político".
Pero la ruptura también movilizó a los regalistas, empezando por el obispo Francisco Solís que escribió un Dictamen que de Orden del Rey dio el Illmo. Sr. D. Francisco Solís, Obispo de Córdoba y Virrey de Aragón en el año 1709 sobre los Abusos de la Corte Romana por lo tocante a las Regalías de S.M. y Jurisdicción que reside en los Obispos, en el que defendió la independencia de los obispos respecto de Roma, al ser consagrados iure divino, lo que les permitía convocar concilios —siguiendo, pues, los principios del episcopalismo y del conciliarismo—, y señalando además al centralismo romano como la principal causa de la decadencia de la Iglesia. Así propone, siguiendo el ejemplo de los Concilios de Toledo de la época visigoda, que el rey convoque un concilio de todos los obispos españoles que apruebe las medidas necesarias para llevar a cabo la reforma eclesiástica. Con esta última propuesta, Solís defiende seguir el ejemplo del galicanismo y en su escrito alaba la Pragmática Sanción de Bourges:

Esta práctica de convocar los monarcas los Concilios Nacionales para examinar los abusos y reparar la disciplina se halla ejecutoriada en España desde su primer rey Recaredo... [En] los Concilios Toledanos, interesaron los reyes godos su real autoridad en el restablecimiento de la disciplina y observancia de las inmaculadas leyes de la iglesia

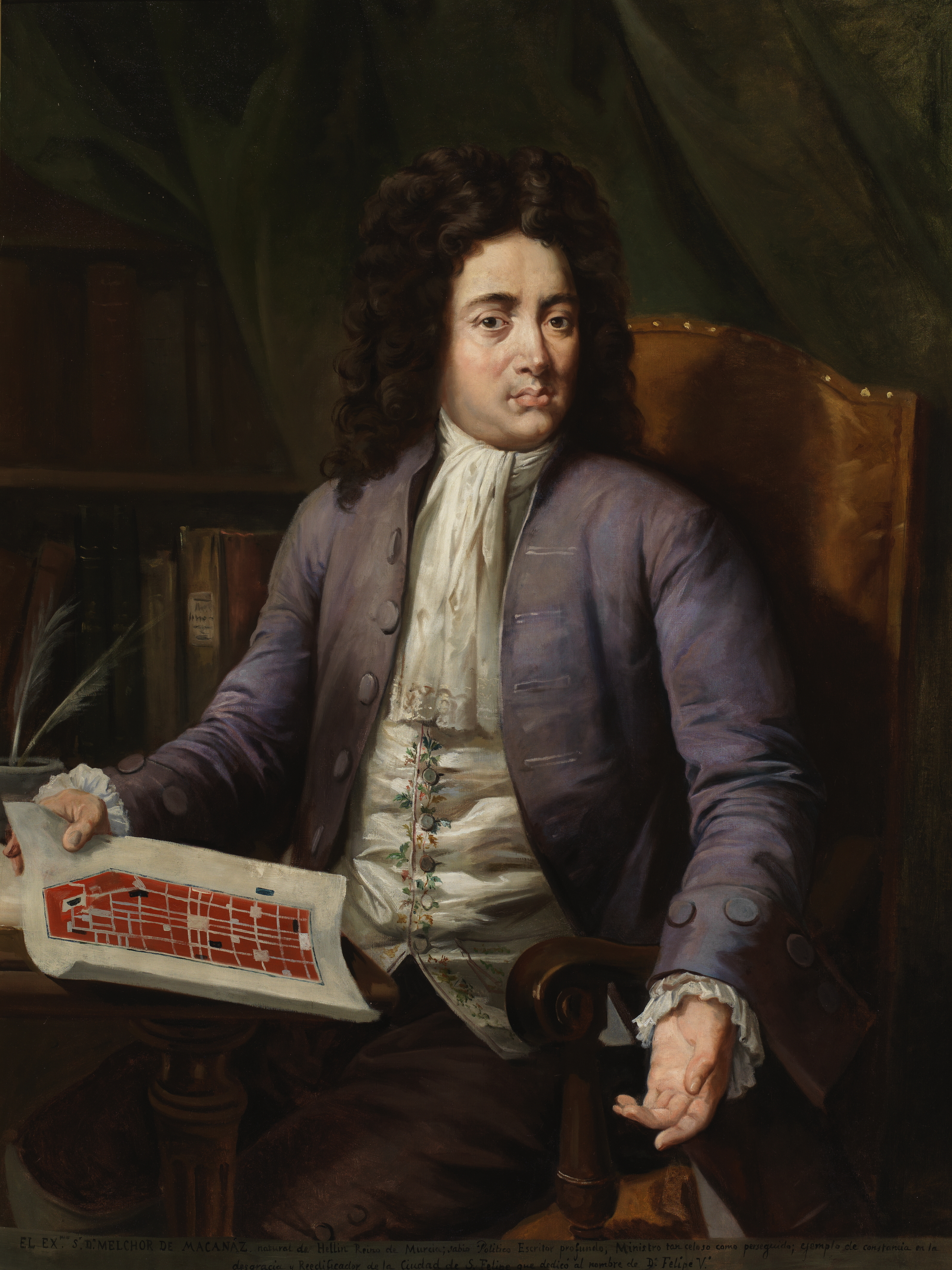
Melchor Rafael de Macanaz, aparece retratado con el plano de la Colonia de San Felipe que se tenía que edificar sobre la destruida Játiva.

El rey francés Luis XIV medió en el conflicto y consiguió reunir en París a un representante del papa y a un representante de su nieto Felipe, Rodrigo de Villalpando, futuro marqués de la Compuesta, quien recibió una instrucciones estrictas redactadas por el recién nombrado fiscal del Consejo de Castilla Melchor de Macanaz, un declarado regalista. El documento recibió el nombre de Pedimento y constituye uno de los documentos capitales del regalismo hispano. En él Macanaz defiende que en el campo de la «fe y de la religión se debe ciegamente seguir la doctrina de la Iglesia» pero que en los aspectos temporales el poder civil tiene plena autonomía —una propuesta muy cercana al modelo de la Iglesia galicana—. Sin embargo, el Pedimento, entre otras razones, le acabaría costando el destierro a Macanaz pues fue denunciado ante la Inquisición y perdió la protección del rey al caer su principal valedora en la corte la princesa de los Ursinos a causa de la llegada de la nueva reina Isabel de Farnesio. Como han señalado Antonio Mestre y Pablo Pérez García, con el destierro de Macanaz "la corriente regalista sufría un terrible golpe, pero también desaparecía un proyecto reformista de largo alcance. Porque Macanaz pretendía una reforma de la enseñanza universitaria muy renovadora y ambiciosa... y el control del tribunal del Santo Oficio de la Inquisición por parte del gobierno civil".
El nuevo equipo de gobierno propiciado por la reina Isabel de Farnesio y encabezado por Julio Alberoni propició el acercamiento a Roma y así se llegó a un acuerdo provisional conocido como el "concordato de 1717". En el mismo el papado recuperaba su situación jurídica anterior a 1709 a cambio del pago de 150 000 ducados anuales procedentes de las rentas eclesiásticas para la lucha contra el turco —y Alberoni fue nombrado cardenal—. Sin embargo, "los grandes problemas planteados por Solís o Macanaz quedaron marginados".
Cuando en virtud del Tratado de Sevilla de 1729, el infante don Carlos, varón primogénito del segundo matrimonio de Felipe V con Isabel de Farnesio, recibió el reino de Nápoles volvió a producirse la ruptura con la Santa Sede, porque ésta puso en cuestión la validez del Tratado de Sevilla alegando que Nápoles era un feudo del papa. El conflicto de fondo, sin embargo, residía en la reivindicación del Patronato Universal —es decir, extender a todos los dominios de la Monarquía de Felipe V el patronato regio que ya detentaba sobre Granada, Canarias y Las Indias—, propuesta impulsada por el nuevo equipo regalista encabezado por el recién nombrado Gobernador del Consejo de Castilla, el obispo de Málaga Gaspar de Molina y Oviedo, y por el nuevo embajador en Roma, el cardenal Acquaviva, y que contaban con el apoyo de José Patiño el principal ministro del rey. Cuando la Curia romana rechazó la creación en agosto de 1735 de la Junta de Real Patronato, cuya finalidad era impulsar la incorporación a la Corona de iglesias y patronatos, los breves papales fueron "secuestrados" por orden del obispo Molina que impuso así el exequatur —que ninguna orden papal tenía validez en los dominios de la Monarquía de España sin el refrendo de su soberano—. La solución final al conflicto fue la firma del nuevo "concordato de 1737", en el que se produjeron avances en la línea del regalismo —y el obispo Molina, como Alberoni, fue nombrado cardenal—: "quedaba regulado el derecho de asilo eclesiástico; la Iglesia controlaría el número de clérigos y se propondría la reforma del clero por medio de los obispos... y Roma cedió con un nuevo gravamen sobre los bienes eclesiásticos". Sin embargo, la cuestión fundamental del Patronato Regio y del control de los beneficios eclesiásticos fue aplazado para ser discutido más adelante, aunque el obispo-cardenal Molina lo consideró un éxito pues quedaba la «puerta abierta» para que la Junta de Real Patronato continuara actuando sobre la cuestión del control de los beneficios eclesiásticos. En 1737 en una investigación realizada por el abad de Vivanco este encontró 30 000 beneficios eclesiásticos que escapan al patronato real en beneficio del papa.

### Fernando VI y el Concordato de 1753: el «mayor triunfo del regalismo español»

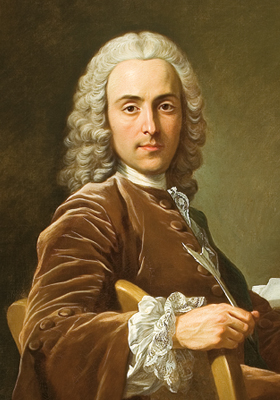
El ilustrado valenciano Gregorio Mayans.

Tras la firma del "concordato de 1737" se puso en marcha la negociación prevista en su artículo 23 «para terminar amigablemente la controversia sobre el Patronato». Las conversaciones las inició el propio cardenal Molina pero tras su muerte fue sustituido por el confesor de Felipe V, el jesuita francés Jaime A. Fèbre, que contó con el apoyo de Blas Jover, fiscal de la Cámara de Castilla. Este a su vez recurrió en 1745 al jurista ilustrado valenciano Gregorio Mayans quien redactó un Examen del Concordato de 1737 en el que negaba su validez a partir de la defensa del episcopalismo regalista, y trayendo de nuevo a colación el antecedente de los Concilios de Toledo de época visigoda en los que se habría aprobado el patronato real sobre la Iglesia, por lo que los reyes españoles no necesitaban de la aprobación pontificia para ejercitar su potestad sobre la Iglesia de sus dominios, en ejercicio de las regalías a las que el soberano no podía renunciar. Tras la muerte de Felipe V y el ascenso al trono de Fernando VI las negociaciones con Roma pasaron a estar dirigidas por el confesor real, el jesuita Francisco Rábago y Noriega, y el marqués de la Ensenada, quienes al margen de las conversaciones oficiales entablaron unas negociaciones secretas, de las que solo tenían constancia, además de Rábago y Ensenada, el rey Fernando VI, el papa Benedicto XIV y el Secretario de Estado pontificio, cardenal Valenti Gonzaga.
Fue esta vía secreta, de la que no tuvieron conocimiento ni el Secretario de Estado y del Despacho José de Carvajal y Lancaster ni el nuncio que llevaron las negociaciones "oficiales", la que condujo a la firma del Concordato de 1753. El papa se negó a reconocer el patronato universal como una regalía de la Corona —la tesis sustentada por la Monarquía española, apoyada en el escrito de Mayans—, pero aceptó el dominio de la Corona sobre los beneficios eclesiásticos —lo que suponía el reconocimiento de hecho del patronato universal—, excepto de 52 que se "reservó", precisamente, como prueba de que se trataba de una gracia pontificia. De esta forma se alcanzó, según Mestre y Pérez García, "el mayor triunfo del regalismo español. Al margen de que no se aceptaba el patronato como una regalía, las concesiones eran de tal calibre que el poder del monarca sobre la Iglesia española era absoluto y completo: nombramiento de obispos, canónigos o beneficios eclesiásticos, que pasaba a depender de la voluntad del monarca".
El concordato de 1753 abrió una nueva etapa en las relaciones Iglesia-Estado, pero el objetivo episcopalista y conciliarista perseguido por algunos regalistas e ilustrados como Solís y Mayans, no se consiguió porque la Iglesia española quedó bajo el control del soberano, no del concilio de los obispos presididos por el rey como aquellos proponían. Prueba de ello fue que el análisis del Concordato que el marqués de la Ensenada encargó a Mayans, y que este tituló Observaciones al Concordato de 1753, nunca se publicó.

### Carlos III y el control de la Iglesia: la expulsión de los jesuitas
El nuevo rey Carlos III fue consciente de los poderes que le otorgaba el Concordato de 1753 sobre la Iglesia de sus dominios, como lo demuestra una carta que escribió a su antiguo ministro en el reino de Nápoles Tanucci después de un primer enfrentamiento con el papado a propósito de la Inquisición:

No sabe Roma... que ahora son otros tiempos, pues hay quien sabe lo que es del papa y lo que es del rey

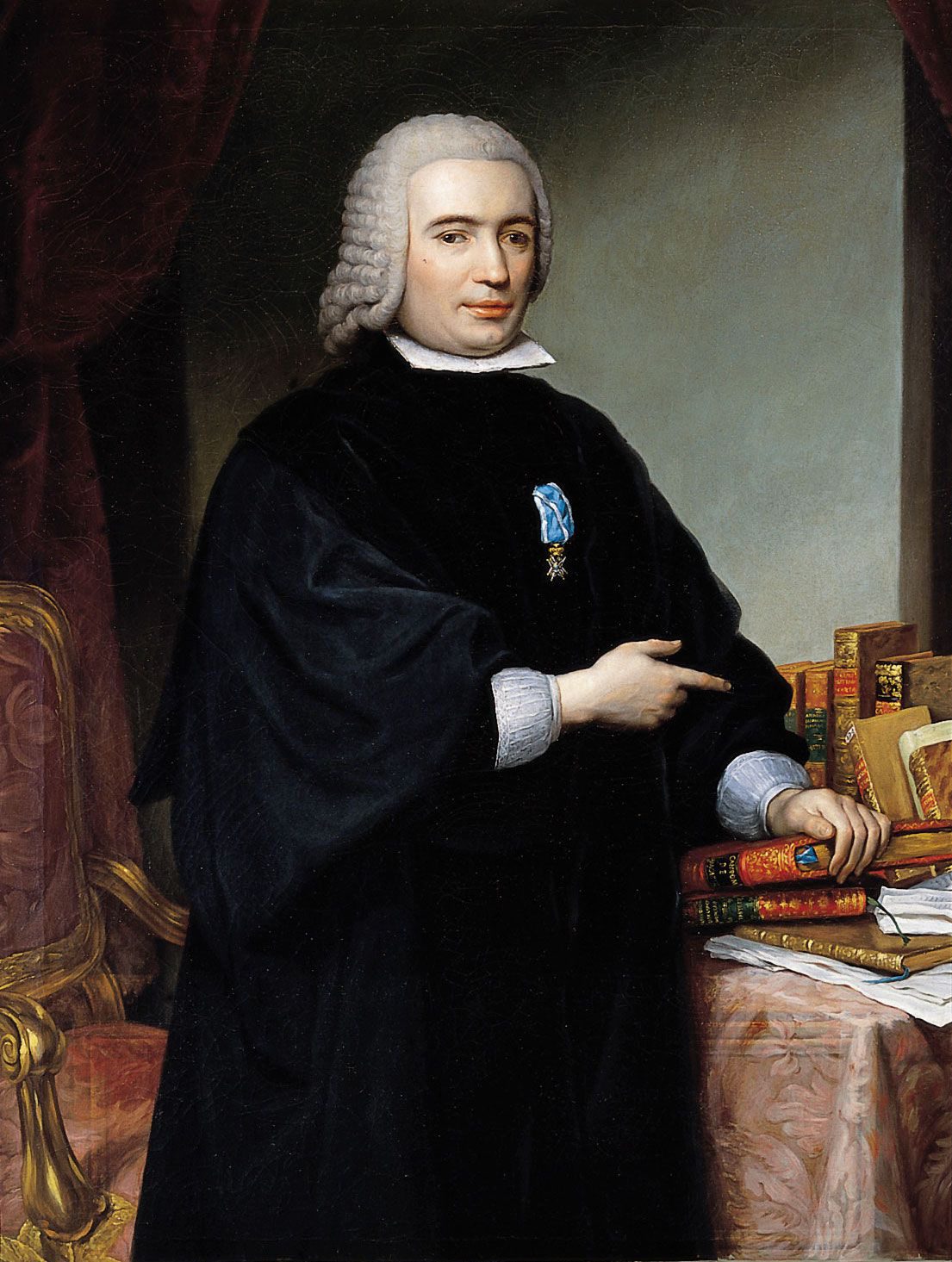
Pedro Rodríguez de Campomanes, por Francisco Bayeu (1777).

Desde el inicio de su reinado Carlos III mostró claramente su intención de controlar la Iglesia española. La primera manifestación de la firme política regalista que iba a emprender se produjo con motivo de la publicación del Catecismo de François Philippe Mesenguey —en el que negaba la infalibilidad del papa, un dogma que entonces no había sido reconocido por la Iglesia, y en el que atacaba a los jesuitas— que fue condenado por un breve pontificio del 6 de junio de 1761. Cuando el inquisidor general quiso publicar en España la condena de un libro que la Monarquía había autorizado Carlos III implantó el exequatur regio —lo que significaba que la legislación papal no tenía validez en los dominios de la Monarquía si no contaba con el refrendo del rey— tras un informe favorable del fiscal del Consejo de Castilla Pedro Rodríguez de Campomanes, aunque finalmente acabó cediendo en su uso —pero volverá a implantar el exequatur en otros momentos críticos—. De hecho la prerrogativa de Regium exequatur (que confiere a los reyes el derecho de retener hasta dar su aprobación las bulas y breves papales), ya había sido utilizada en el siglo XVI por Carlos V y Felipe II y cayó en desuso al siglo siguiente, por lo que Carlos III no hizo más que restaurarla y ampliar su aplicación a los asuntos relacionados con el dogma.
Además se establecieron los recursos de fuerza, por los cuales la administración de justicia civil (Audiencias y Consejo de Castilla) revisaría en apelación las sentencias de los tribunales eclesiásticos, pudiendo revocarlas y dictar otras si encontraban vicios de procedimiento.
Otro tema donde se manifestó el regalismo fue en la cuestión de las manos muertas que fue tratada en el Consejo de Castilla y a cuyo debate Campomanes aportó su Tratado de la Regalía de Amortización, en el que proponía que no se admitieran nuevas adquisiciones de bienes por parte de la Iglesia, para impedir que aumentaran los bienes amortizados en el reino. Pero en la votación final del Consejo de Castilla la tesis regalista resultó derrotada y Carlos III siguió su "consulta".

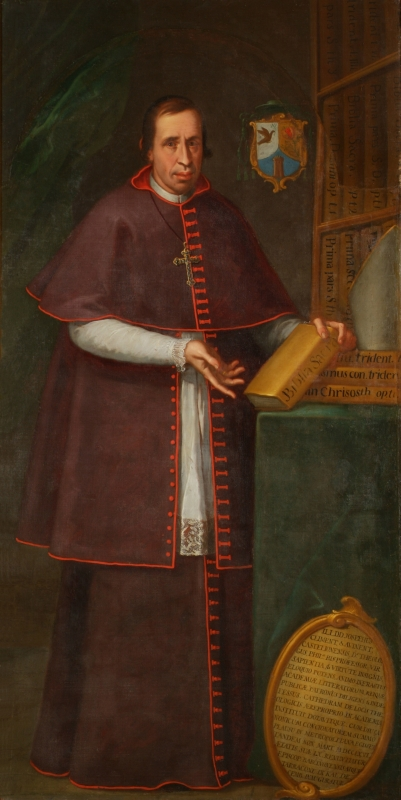
Retrato del obispo de Barcelona José Climent en el paraninfo de la Universidad de Valencia, atribuido a José Vergara

Donde se mostró inflexible Carlos III fue en el tema del derecho de asilo eclesiástico que ya Macanaz había atacado. Así que cuando un desertor se refugiaba en un templo acogiéndose a la inmunidad de las iglesias, cuando salía, a diferencia de sus antecesores que no lo castigaban, Carlos III los enviaba a trabajos forzados todo el tiempo que les quedaba de servicio militar. Y tampoco admitió que los obispos cuestionaran sus actuaciones, como le sucedió al obispo de Cuenca, Carvajal y Lancaster, que escribió una carta al confesor del rey protestando por la anulación de hecho del derecho de asilo y por el Tratado de la Regalía de Amortización de Campomanes, y por ello se le abrió un proceso en el que "el castigo no fuero duro, pero sí constituía una advertencia a los prelados para que supieran la obediencia que debían a las directrices del monarca". Más dura fue la respuesta a la petición del episcopalista obispo de Barcelona José Climent que fue obligado a dimitir en 1775 por querer convocar un concilio y ejercer la jurisdicción iure divino sobre el clero regular que según el derecho canónico no estaba sometido a la autoridad del obispo sino al superior de la orden respectiva.
La medida regalista más radical aprobada por Carlos III fue la expulsión de los jesuitas de España de 1767, acusados de ser los instigadores del Motín de Esquilache del año anterior, ya que se trataba de la orden religiosa más vinculada al papa debido a su "cuarto voto" de obediencia absoluta al mismo. Según Antonio Mestre y Pablo Pérez García, la expulsión "constituye un acto de fuerza y el símbolo del intento de control de la iglesia española. En ese intento, resulta evidente que los principales destinatarios del mensaje eran los regulares. La exención de los religiosos era una constante preocupación del gobierno y procuró evitar la dependencia directa de Roma (de ahí una de las razones del episcopalismo gubernamental). Por eso, dado que no pudo eliminar la exención, procuró colocar a españoles al frente de las principales órdenes religiosas [como dijo el conde de Floridablanca en su Instrucción reservada había que evitar que «se elijan a los que no son gratos al soberano y si, en cambio, a los agradecidos y afectos»]. Así el P. Francisco X. Vázquez, exaltado antijesuita, al frente de los agustinos, mientras Juan Tomás de Boxadors (1757-1777) y Baltasar Quiñones (1777-1798) fueron los generales de la orden dominicana. Por lo demás, intentaron conseguir de Roma un Vicario General para los territorios españoles, cuando el general era extranjero".
Según Antonio Mestre y Pablo Pérez García, "la expulsión de los jesuitas entrañaba un acto de profundas consecuencias. Había que reformar los estudios y el gobierno aprovechó para modificar los planes de estudio tanto en las universidades como en los seminarios. [...] La mayoría de los obispos, en aquellos lugares donde no se había cumplido el decreto de Trento, los erigieron aprovechando las casas de los jesuitas para instalarlos. No es necesario advertir que también en los seminarios obligó el monarca a seguir las líneas doctrinales que había impuesto en las facultades de Teología y de Cánones de las distintas universidades, regalistas fundamentalmente, pero con gran influjo jansenista [y en las que habían sido prohibidos los autores jesuitas o de su escuela]".
Al año siguiente de la expulsión de los jesuitas, se produjeron otros dos hechos importantes en relación del regalismo hispano. El primero fue la réplica escrita por Campomanes sobre el llamado Monitorio de Parma que fue promulgado por la Curia de Roma para condenar las leyes dictadas por el duque de Parma, sobrino de Carlos III por ser hijo de su hermano Felipe. La dura respuesta del escrito de Campomanes titulado Juicio Imparcial sobre el Monitorio de Parma, provocó que la intervención del inquisidor general Quintano Bonifaz que pidió al rey el procesamiento de Campomanes al que calificó de «calumnioso impostor», pero el rey respaldó a Campomanes y no permitió su proceso, a diferencia de lo que había hecho Felipe V con Macanaz cincuenta años antes.
Además Carlos III aprovechó la ocasión para promulgar la real cédula de 16 de junio de 1768 por el que se sometió a un más estrecho control a la Inquisición. Así en la misma se exigía que la Inquisición antes de condenar sus obras escuchase a los «autores católicos conocidos por sus letras y fama» y no impedir la circulación de los libros antes de ser examinados y condenados. Pero sobre todo se limitaba considerablemente su ámbito de actuación que a partir de entonces se ocupará únicamente de «desarraigar los errores y supersticiones contrarias al dogma y al buen uso de la religión» y se sometía más directamente a la autoridad real, al estar obligada a presentar al gobierno sus edictos antes de darlos a conocer y tener prohibida la difusión de cualquier documento pontificio «sin haber obtenido pase de mi Consejo, como requisito previo e indispensable».

### Carlos IV y el «cisma de Urquijo»
La evolución del regalismo español durante el reinado de Carlos IV vino marcada por dos acontecimientos europeos: el llamado Sínodo de Pistoya de 1786 y la Constitución Civil del Clero aprobada por la Asamblea Nacional Constituyente nacida de la Revolución Francesa de 1789. El primero supuso el triunfo de las corrientes episcopalistas, siguiendo la línea jansenista trazada a principios de siglo por Zeger Bernhard van Espen —un autor conocido y seguido por buena parte de los primeros regalistas e ilustrados españoles como Mayans— y desarrollada por el teólogo Pietro Tamburini. Sus actas tuvieron una amplia difusión e influencia en España como dejó escrito el ilustrado Gaspar Melchor de Jovellanos en sus Diario: «toda la juventud salmantina [en referencia a los estudiantes de la principal universidad española] es port-royalista, de la secta pistoyense... Más de tres mil ejemplares había cuando vino su prohibición. Uno sólo se entregó».
La Constitución Civil del Clero de la Revolución Francesa, ejerció cierta influencia a través de la correspondencia que mantuvieron algunos obispos constitucionales franceses, como Gregoire o Clèment, con obispos, clérigos y políticos españoles, como los miembros del círculo de la condesa de Montijo o los canónigos de la Colegiata de San Isidro de Madrid. En estos ambientes fue donde se fraguó el decreto del 5 de septiembre de 1799 que Menéndez y Pelayo llamó el «Cisma de Urquijo».

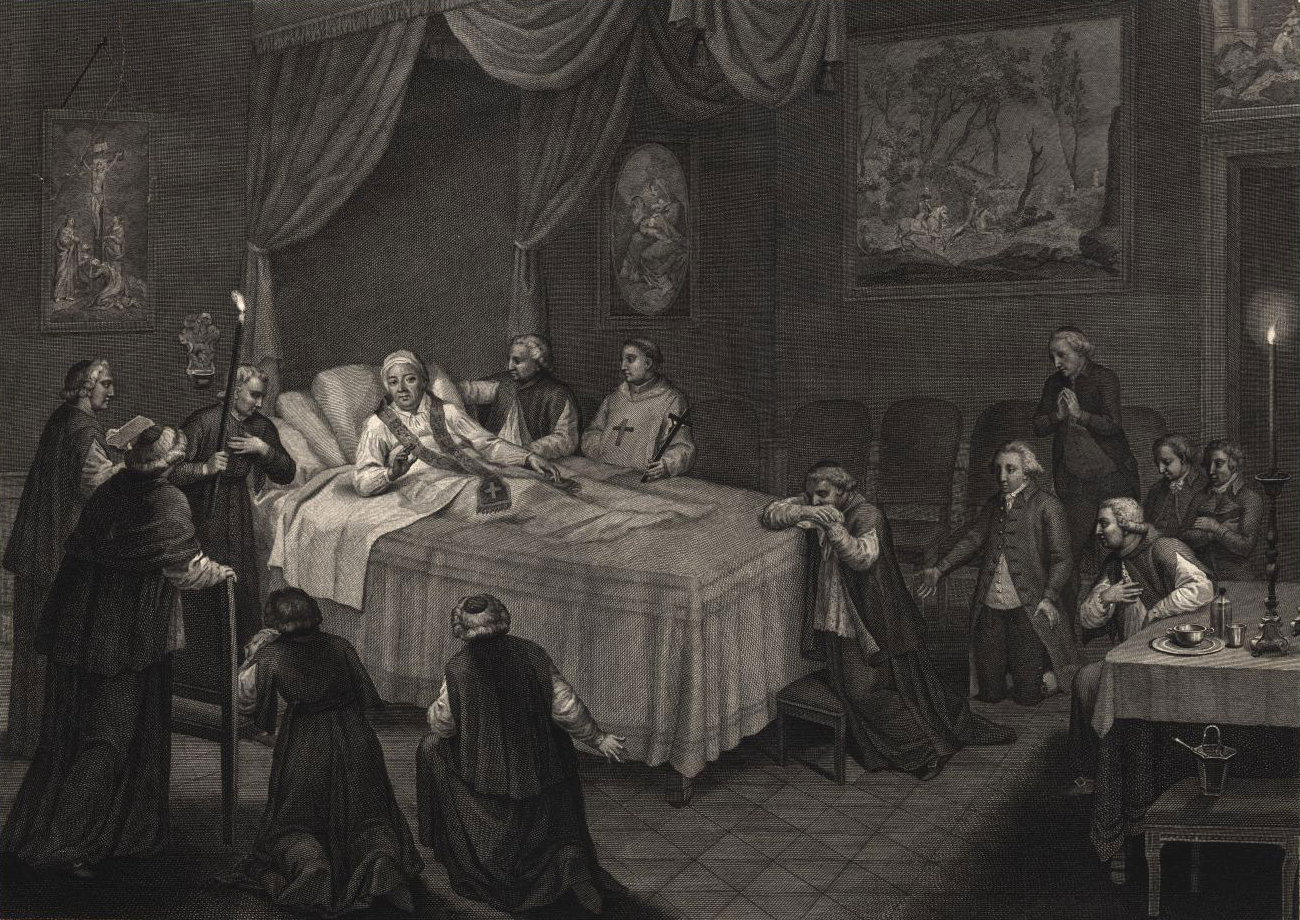
La muerte de Pío VI. Grabado de 1805.

Mariano Luis de Urquijo, había sustituido a Manuel Godoy como primer Secretario de Estado y del Despacho tras la destitución de este en marzo de 1798. Uno de los proyectos de Urquijo fue llevar a buen término la política regalista de creación de una Iglesia española independiente de Roma aprovechando las dificultades por las que atravesaba el papado, cuyos Estados Pontificios habían sido ocupados por las tropas francesas al mando de Napoleón Bonaparte y el papa Pío VI había sido obligado a abandonar Roma tras la proclamación de la República en la "ciudad santa". El proyecto de una Iglesia "nacional", siguiendo el modelo de la Iglesia galicana que había sido iniciado en el último año de gobierno de Godoy, también tenía una importante repercusión económica pues dejarían de salir hacia Roma las tasas que cobraba la Iglesia en España por las gracias y dispensas matrimoniales, por ejemplo, que en 1797 habían supuesto cerca de 380 000 escudos romanos. Así un mes después del fallecimiento de Pío VI en Francia, se promulgó el decreto de Urquijo.
En el decreto se establecía que hasta la elección del nuevo papa «los arzobispos y obispos españoles usen de toda la plenitud de sus facultades, conforme a la antigua disciplina de la Iglesia, para dispensas matrimoniales y demás que les competen» y que el rey asumía la confirmación canónica de los obispos que antes correspondía al papa. La decisión de promulgar el decreto se debió al temor de que tras la muerte del papa hubiera un largo periodo de sede vacante con el riesgo de cisma que eso implicaba. Así pues, resulta paradójico que un decreto que pretendía evitar el cisma fuera calificado mucho después como el "Cisma de Urquijo". De hecho el episcopado español se dividió entre los que lo aceptaron y se manifestaron dispuestos a aplicarlo —como el obispo Tavira— y los que lo rechazaron y se negaron a usar las potestades que les otorgaba el decreto.
El decreto tuvo escasa vigencia porque el nuevo papa Pío VII, elegido en marzo de 1800 por el cónclave cardenalicio en Venecia, se negó a confirmarlo. "Pero las consecuencias fueron realmente importantes. De hecho, fue la manifestación más radical del regalismo español del siglo. Y, por otra parte, marcó el camino para la legislación posterior, tanto la de José I Bonaparte en diciembre de 1809 para los territorios controlados por las tropas francesas, como en la actividad legislativa de las Cortes de Cádiz, con sus invocaciones a la convocatoria de un Concilio Nacional".